# メイプルひろしまネットサービス
メイプルひろしまネットサービス（Maple Hiroshima Net Service、MNS）は、広島県信用組合・信用組合広島商銀・備後信用組合・両備信用組合との間のATM・CD利用手数料無料提携サービスのことである。

## 概要

### 対象金融機関
- 広島県信用組合
- 信用組合広島商銀
- 備後信用組合
- 両備信用組合

### 利用時間と手数料
- 平日 8:45 - 18:00の入出金、土曜日 9:00 - 14:00の入出金：無料
- 平日 8:00 - 8:45、18:00 - 21:00の入出金、土曜日 8:00 - 9:00、14:00 - 21:00の入出金、日曜・祝日 8:00 - 21:00の入出金：110円

ただし信用組合広島商銀・備後信用組合のATM・CDは平日のみの稼働で、土曜・日曜・祝日は稼働していない。

### 対象ATM
- 上記対象金融機関が単独で設置しているATM
- 共同ATMの内、上記対象金融機関の何れかが幹事となるATM

- 広島県以外では以下のATMが対象となる。
  - 信用組合広島商銀
    - 徳山支店（山口県周南市）
    - 山口支店（山口県山口市）
    - 下関支店（山口県下関市）
    - 高知支店（高知県高知市）

### 対象外ATM
以下のATMは本サービスの対象外となり、下記該当金融機関以外は通常の他行（MICS）利用手数料がかかるので注意が必要である。
※：該当する店舗は存在しない。

## 備考
- 通帳利用取引・当座預金口座のキャッシュカード及び法人キャッシュカードによる利用はそれぞれの自行庫組合ATMのみとなる。
- 1月1日 - 3日、5月3日 - 5日は各行庫組合（一部金融機関を除く）共にATMを稼動させているが、この期間は提携ネットワーク（MICS）が休止している為、それぞれの自行庫組合ATMでしか利用出来ない（ただし5月3日 - 5日の内の日曜はMICSは通常稼動する為に利用出来る。）。